# Setniki
Setniki – osada w Polsce położona w województwie lubelskim, w powiecie hrubieszowskim, w gminie Dołhobyczów. 
W 1951 wieś położona była w gminie Hulcze, która została zlikwidowana w 1954 r. W latach 1975–1998 miejscowość administracyjnie należała do województwa zamojskiego. 
Osada stanowi sołectwo gminy Dołhobyczów. Według Narodowego Spisu Powszechnego (III 2011 r.) liczyła 179 mieszkańców i była dziewiątą co do wielkości miejscowością gminy Dołhobyczów.
Wierni Kościoła rzymskokatolickiego należą do parafii św. Brata Alberta w Przewodowie.